# Helicostylis
Genre
Helicostylis est un genre de plantes à fleurs de la famille des Moraceae.

## Liste d'espèces
Selon NCBI (28 décembre 2013) :
- Helicostylis pedunculata
- Helicostylis tomentosa

Selon The Plant List (28 décembre 2013) :
- Helicostylis elegans (J.F.Macbr.) C.C.Berg
- Helicostylis heterotricha Ducke
- Helicostylis pedunculata Benoist
- Helicostylis scabra (J.F.Macbr.) C.C.Berg
- Helicostylis tomentosa (Poepp. & Endl.) J.F.Macbr.
- Helicostylis tovarensis (Klotzsch & H.Karst.) C.C.Berg
- Helicostylis turbinata C.C.Berg

Selon Tropicos (28 décembre 2013) (Attention liste brute contenant possiblement des synonymes) :
- Helicostylis affinis Steud. ex Miq.
- Helicostylis asperifolia Ducke
- Helicostylis bolivarensis Pittier
- Helicostylis duckei Hawkes
- Helicostylis elegans (J.F. Macbr.) C.C. Berg
- Helicostylis heterotricha Ducke
- Helicostylis lancifolia Ducke
- Helicostylis latifolia Pittier
- Helicostylis montana Pittier
- Helicostylis obtusifolia Standl.
- Helicostylis ojoche K. Schum. ex Pittier
- Helicostylis pedunculata Benoist
- Helicostylis podogyne Ducke
- Helicostylis poeppigiana (Mart.) Trécul
- Helicostylis salicifolia C.C. Berg
- Helicostylis scabra (J.F. Macbr.) C.C. Berg
- Helicostylis tomentosa (Poepp. & Endl.) Rusby
- Helicostylis tovarensis (Klotzsch & H. Karst.) C.C. Berg
- Helicostylis turbinata C.C. Berg
- Helicostylis urophylla Standl.